# Топкинский цементный завод
Топкинский цементный завод — предприятие по производству цемента в городе Топки Кемеровской области, в 32 км к западу от города Кемерово. Крупнейший производитель цемента за Уралом. Полное официальное наименование — Общество с ограниченной ответственностью «Топкинский цемент». С 2004 года входит в состав холдинга «Сибирский цемент», является самым крупным производственным активом компании.

## История
История Топкинского цементного завода началась в 1948 году с геологической разведки Соломинского месторождения известняков, которые оказались пригодными для производства цемента. В 1952 году было разработано первое проектное задание по строительству цементного завода с двумя технологическими линиями. В течение следующих шести лет проект неоднократно перерабатывался и окончательно был завершен только в 1958 г., когда было принято решение возводить предприятие мощностью в три технологических линии. Строительство началось в 1961 году.
В конце января 1966 года Государственная комиссия приняла в эксплуатацию первую производственную линию завода. вторая линия заработала в 1968-м, третья — в 1970 году. Кроме того, в 1968 году проект был дополнен четвертой технологической линией, пуск которой состоялся 1971 году.
К 1977 году завод выпускал 2,5 млн.тонн цемента в год, в 1986 годовая производительность достигла 2,8 млн тонн. В 1990 году завод выпустил 3 млн тонн цемента (рекордный показатель за всю историю предприятия).
В 1981 году цементам ПЦ 500-Д0 и ПЦ 400-20 был присвоен Государственный Знак качества.
В 1990 году Топкинский цементный завод был преобразован в Производственное объединение «Топкицемент», в 1992 году — в Открытое акционерное общество «Топкинский цемент».
Экономический кризис начала 1900-х годов обернулся резким спадом производства. Вплоть до начала 2000-х годов на предприятии работали 1 — 2 печи из четырех. Годовой выпуск продукции в 1994 году упал до 1,2 млн тонн, в 1998 году — до 0,75 млн.тонн. В мае 2001 года ОАО «Топкинский цемент» было признано банкротом.
В марте 2001 года имущественно-производственный комплекс предприятия был приобретен ООО «Топкинский цемент», связанным с Финансово-промышленным союзом «Сибконкорд» (г. Кемерово). В 2004 году Топкинский цементный завод вошел в состав вновь созданной холдинговой компании «Сибирский цемент», в составе которого предприятие работает и по сей день.
В мае 2010 года на предприятии была введена в строй пятая производственная линия, что позволило увеличить проектную мощность предприятия до 3,7 млн тонн в год.
В 2013-м завод начал выпуск портландцемента ЦЕМ I 42,5Н, обладающего повышенной морозо- и водостойкостью. В том же году сертификацию прошел специальный цемент ЦЕМ I 42,5Б ЖИ АП с повышенной активностью при пропаривании, предназначенный для производства железобетонных шпал.
В 2018 году предприятие освоило производство тампонажного портландцемента ПЦТ-I-G-CC-1, применяемого для крепления глубоких нефтяных и газовых скважин в условиях повышенных температур и давления. В 2019 году данная продукция была отмечена Золотым знаком «Кузбасское качество»
В 2021 году Топкинский цементный завод отметил свое 55-летие. 27 февраля юбилейного года был зафиксирован значимый производственный показатель: с момента ввода в строй предприятие выпустило 110 миллионов тонн готовой продукции.

## Собственники и руководство
С 2004 года предприятие входит в состав АО "ХК "Сибирский цемент"
Управляющий директор — Алексей Оспельников.

## Характеристики производства

### Мощности
На предприятии функционируют пять технологических линий общей мощностью 3,7 млн тонн цемента в год. Выпуск продукции ведется по мокрому способу. В качестве технологического топлива используется природный газ.

### Продукция
клинкер портландцементный ГОСТ 31108-2020
Общестроительные цементы
- портландцемент типа ЦЕМ I, класса прочности 42,5, быстротвердеющий (портландцемент ЦЕМ I 42,5Б ГОСТ 31108-2020)
- портландцемент типа ЦЕМ I, класса прочности 42,5, нормальнотвердеющий (портландцемент ЦЕМ I 42,5Н ГОСТ 31108-2020)
- портландцемент типа ЦЕМ II, подтипа А со шлаком (Ш) от 6% до 20%, класса прочности 32,5, быстротвердеющий (портландцемент со шлаком ЦЕМ II/А-Ш 32,5Б ГОСТ 31108-2020)
- портландцемент типа ЦЕМ II, подтипа В со шлаком (Ш) от 21% до 35%, класса прочности 32,5, нормальнотвердеющий (портландцемент со шлаком ЦЕМ II/В-Ш 32,5Н ГОСТ 31108-2020)
- шлакопортландцемент типа ЦЕМ III, подтипа А с содержанием доменного гранулированного шлака от 36% до 65%, класса прочности 42,5, нормальнотвердеющий (шлакопортландцемен6т ЦЕМ III/А 42,5Н ГОСТ 31108-2020)
- портландцемент без вспомогательных компонентов и минеральных добавок типа ЦЕМ 0, класса прочности 52,5, нормальнотвердеющий (бездобавочный портландцемент ЦЕМ 0 52,5Н ГОСТ 31108-2020)
- портландцемент без вспомогательных компонентов и минеральных добавок типа ЦЕМ 0, класса прочности 42,5, нормальнотвердеющий (бездобавочный портландцемент ЦЕМ 0 42,5Н ГОСТ 31108-2020)
- портландцемент без вспомогательных компонентов и минеральных добавок типа ЦЕМ 0, класса прочности 42,5, быстротвердеющий (бездобавочный портландцемент ЦЕМ 0 42,5Б ГОСТ 31108-2020)
- портландцемент без вспомогательных компонентов и минеральных добавок типа ЦЕМ 0, класса прочности 32,5, быстротвердеющий (бездобавочный портландцемент ЦЕМ 0 32,5Б ГОСТ 31108-2020)

Специальные цементы
- портландцемент тампонажный (ПЦТ), бездобавочный (I), для низких и нормальных температур (50) (ПЦТ-I-50 ГОСТ 1581-2019)
- портландцемент тампонажный (ПЦТ), бездобавочный (I), для умеренных температур (100) (ПЦТ-I-100 ГОСТ 1581-2019)
- портландцемент тампонажный (ПЦТ), бездобавочный, с нормированными требованиями при водоцементном отношении, равном 0,44 (I-G), высокой сульфатостойкости (СС-1) (ПЦТ-I-G-CC-1 ГОСТ 1581-2019)
- сульфатостойкий портландцемент класса прочности 42,5, нормальнотвердеющий, низкощелочной (сульфатостойкий портландцемент ЦЕМ I 42,5Н СС НЩ ГОСТ 22266-2013)
- портландцемент для бетона оснований ДО, типа ЦЕМ II, подтипа А со шлаком (Ш) от 6% до 20%, класса прочности 32,5, быстротвердеющий (портландцемент со шлаком ЦЕМ II/А-Ш 32,5Б ДО ГОСТ 33174-2014)
- портландцемент типа ЦЕМ I, класса прочности 42,5Н для бетона аэродромных покрытий АП (портландцемент ЦЕМ I 42,5Н АП ГОСТ Р 55224-2020)
- портландцемент для бетона покрытий ДП, типа ЦЕМ I, класса прочности 42,5, нормальнотвердеющий (портландцемент ЦЕМ I 42,5Н ДП ГОСТ 33174-2014)

## Деятельность

### Показатели деятельности
| Год  | Производство цемента, млн.тонн | Год  | Производство цемента, млн тонн |
| ---- | ------------------------------ | ---- | ------------------------------ |
| 2004 | 1,47                           | 2013 | 2,9                            |
| 2005 | 1,94                           | 2014 | 2,9                            |
| 2006 | 2,4                            | 2015 | 2,7                            |
| 2007 | 2,92                           | 2016 | 2,14                           |
| 2008 | 2,7                            | 2017 | 2,06                           |
| 2009 | 1,7                            | 2018 | 2,1                            |
| 2010 | 2,67                           | 2019 | 2,2                            |
| 2011 | 2,51                           | 2020 | 2,1                            |
| 2012 | 2,7                            | 2021 | 2,2                            |